# Polonia 2011 Warszawa
Polonia 2011 Warszawa – polski klub koszykarski.
W sezonie 2009/2010 występował w rozgrywkach Polskiej Ligi Koszykówki. Po tejże kampanii pożegnał się z rozgrywkami, zajmując 13. miejsce, co oznaczało spadek do I ligi. Klub miał jeszcze szansę na wykupienie „dzikiej karty”, uprawniającej do występowania w lidze w sezonie 2010/2011, jednak zrezygnował z tej możliwości.

## Sukcesy
- Mistrzostwo I ligi w sezonie 2008/2009